# Thảm thực vật
Thảm thực vật đại diện cho sức khỏe và sự sạch của đời sống thực vật và lượng đất nền được cung cấp bởi thực vật và động vật. Thảm thực vật không có đơn vị phân loại, dạng sống, cấu trúc, liên kết không gian mở rộng cụ thể, hay bất kỳ thực vật cụ thể hoặc các đặc tính tốt khác. Nó rộng hơn so với hệ thực vật vốn chỉ dành riêng cho thành phần loài. Có lẽ từ đồng nghĩa nhất với nó là quần xã thực vật, nhưng thảm thực vật có thể, và thường là, đề cập đến một phạm vi rộng hơn phạm vi không gian của thuật ngữ kia, bao gồm cả quy mô lớn như toàn cầu. Rừng cây gỗ đỏ nguyên sinh, bãi ngập mặn ven biển, đầm lầy rêu nước, lớp vỏ đất sa mạc, những đám cỏ dại ven đường, cánh đồng lúa mì, vườn cây và thảm cỏ trồng; tất cả đều nằm trong phạm vi nghĩa của thảm thực vật.

## Phân loại

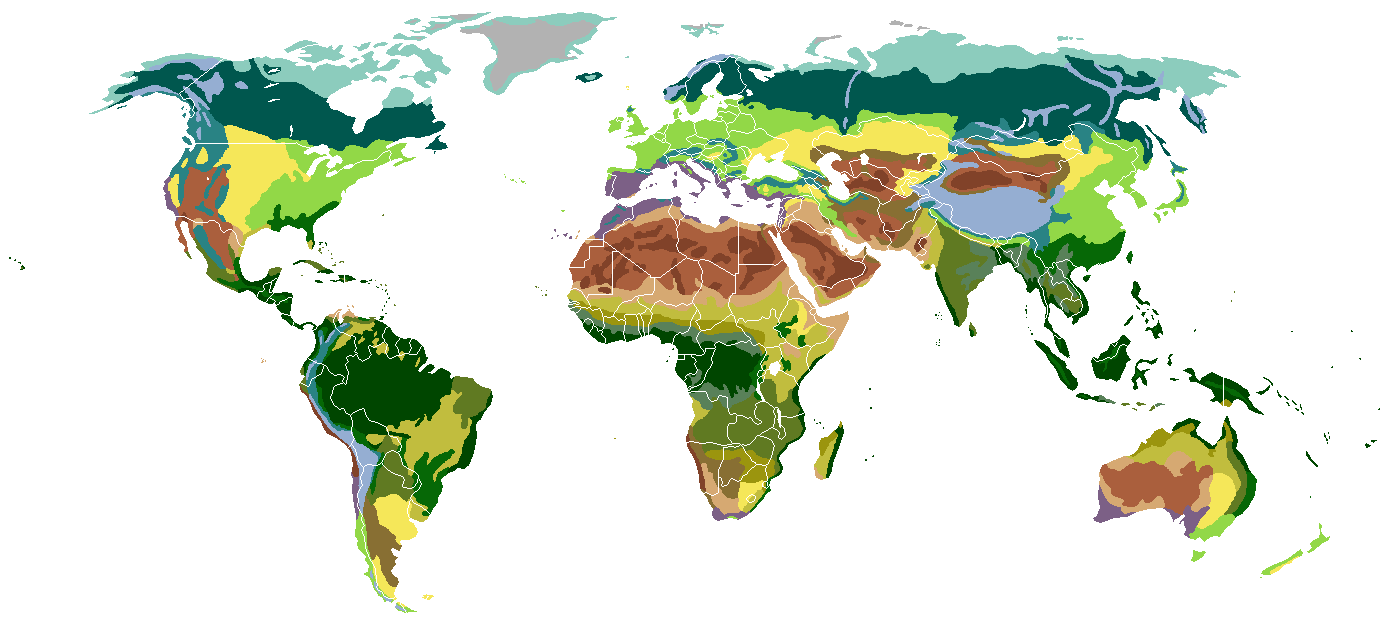

| Đài nguyên Taiga Rừng cây lá rộng ôn đới và hỗn hợp Thảo nguyên ôn đới Rừng mưa cận nhiệt đới | Địa trung hải Rừng gió mùa Hoang mạc Vùng cây bụi Xeric Thảo nguyên khô Bán hoang mạc | Đồng cỏ xavan Cây cỏ xavan Rừng khô nhiệt đới và cận nhiệt đới Rừng mưa nhiệt đới Đài nguyên núi cao Rừng núi |

### Phân loại
- Terrestrial Vegetation of the United States Volume I – The National Vegetation Classification System: Development, Status, and Applications Lưu trữ ngày 22 tháng 11 năm 2008 tại Wayback Machine (PDF)
- Federal Geographic Data Committee Vegetation Subcommittee
- Vegetation Classification Standard [FGDC-STD-005, June 1997] (PDF)
- Classifying Vegetation Condition: Vegetation Assets States and Transitions (VAST) Lưu trữ ngày 3 tháng 9 năm 2007 tại Wayback Machine

### Liên quan bản đồ
- Interactive world vegetation map by Howstuffworks Lưu trữ ngày 4 tháng 10 năm 2008 tại Wayback Machine
- USGS - NPS Vegetation Mapping Program
- Checklist of Online Vegetation and Plant Distribution Maps
- VEGETATION image processing and archiving centre at VITO Lưu trữ ngày 17 tháng 11 năm 2007 tại Wayback Machine
- Spot-VEGETATION programme web page

### Sơ đồ khí hậu
- Climate Diagrams Explained Lưu trữ ngày 28 tháng 9 năm 2018 tại Wayback Machine
- ClimateDiagrams.com Provides climate diagrams for more than 3000 weather stations and for different climate periods from all over the world. Users can also create their own diagrams with their own data.
- WBCS Worldwide Climate Diagrams Lưu trữ ngày 21 tháng 10 năm 2018 tại Wayback Machine